# Turton (Dakota du Sud)
Turton est une municipalité américaine située dans le comté de Spink, dans l'État du Dakota du Sud.
Fondée en 1886 sous le nom de St. Paul, la localité doit son nom actuel à la ville de Turton (en) en Angleterre.

## Démographie
| 1910 | 1920 | 1930 | 1940 | 1950 | 1960 |
| ---- | ---- | ---- | ---- | ---- | ---- |
| 240  | 243  | 323  | 180  | 201  | 140  |

| 1970 | 1980 | 1990 | 2000 | 2010 | - |
| ---- | ---- | ---- | ---- | ---- | - |
| 121  | 101  | 76   | 61   | 48   | - |

Selon le recensement de 2010, Turton compte 48 habitants. La municipalité s'étend sur 0,37 milles carrés (0,96 km2).